# Elija (osebno ime)
Elija je moško osebno ime in ime velikega preroka iz Stare zaveze. 

## Izvor imena
Ime Elija je svetopisemsko ime, ki prek latinskega Elias in grškega Ηλιας (Élías) izhaja iz hebrejskega imena Elijjáhu v pomenu besede »moj gospod je bog«  

## Različice imena
- moške različice imena: Elio, Elij, Eljo, Elijo, Ilja, Iljo, Ilko, Ilija
- ženske različice imena: Ilka

V Sloveniji najpogosteje najdemo različico imena Ilija. 

## Tujejezične oblike imena
- pri Angležih, Fincih,  Nemcih, Norvežanih, Švedih: Elias
- pri Bolgarih: Илия
- pri Čehih: Ilja
- pri Italijanih: Elia
- pri Poljakih: Eliasz
- pri Slovakih: Iľja
- pri Srbih, Makedoncih, Hrvatih: Ilija
- pri Ukrajincih: Ілля

## Pogostost imena
Po podatkih Statističnega urada Republike Slovenije je bilo na dan 31. decembra 2007 v Sloveniji število moških oseb z imenom Elija: 9.

## Osebni praznik
V koledarju je ime  Elija zapisano 20. julija (Elija, velik prerok v državi Izrael).

## Znani nosilci imena
- Elias Canetti
- Elias James Corey
- Elias Magnus Fries
- Elia Dalla Costa
- Elias Ammerbach
- Elia Millosevich
- Elias Wolf starejši
- Elias Wolf mlajši
- Ilja Iljič Mečnikov
- Elias Raymond

## Zanimivosti
- Elija je v slovanski ljudski folklori nadomestil boga groma in strele Peruna.
- naravni pojav Elijev ogenj pomeni »svetlikanje na strelovodu, na ladijskih jamborjih na morju, ali v gorah, vse zaradi razelektrenja ob nevihti«.
- po godu sv. Elije oziroma Ilije, ki se v makedonščini glasi Ilinden, je poimenovana Ilindenska vstaja.